# Copa do Brasil de Futebol de 2022
A Copa do Brasil de 2022 (por questões de patrocínio Copa Intelbras do Brasil) foi a 34.ª edição dessa competição brasileira de futebol organizada pela Confederação Brasileira de Futebol (CBF). O campeão da competição foi o Flamengo, que obteve o seu quarto título, ao derrotar na final o Corinthians na disputa por pênaltis após dois empates nos jogos de ida (0–0), em São Paulo, e de volta (1–1), no Rio de Janeiro. O clube carioca garantiu vaga na fase de grupos da Copa Libertadores da América de 2023 e na Supercopa do Brasil de 2023.

## Equipes classificadas

### Estaduais,copase seletivas
| Estado              | Clube                  | Forma de Entrada                           |
| ------------------- | ---------------------- | ------------------------------------------ |
| Acre                | Rio Branco-AC          | Campeão do Estadual 2021                   |
| Acre                | Humaitá                | Vice-campeão do Estadual 2021              |
| Alagoas             | CSA                    | Campeão do Estadual 2021                   |
| Alagoas             | CRB                    | Vice-campeão do Estadual 2021              |
| Alagoas             | ASA                    | Vencedor da seletiva para a Copa do Brasil |
| Amapá               | Trem                   | Campeão do Estadual 2021                   |
| Amazonas            | Manaus                 | Campeão do Estadual 2021                   |
| Amazonas            | São Raimundo-AM        | Vice-campeão do Estadual 2021              |
| Bahia               | Atlético de Alagoinhas | Campeão do Estadual 2021                   |
| Bahia               | Bahia de Feira         | Vice-campeão do Estadual 2021              |
| Bahia               | Juazeirense            | 3º colocado do Estadual 2021               |
| Ceará               | Ceará                  | Vice-campeão do Estadual 2021              |
| Ceará               | Ferroviário            | Campeão da primeira fase do Estadual 2021  |
| Ceará               | Icasa                  | Campeão da Copa Fares Lopes de 2021        |
| Distrito Federal    | Brasiliense            | Campeão do Metropolitano 2021              |
| Distrito Federal    | Ceilândia              | Vice-campeão do Metropolitano 2021         |
| Espírito Santo      | Real Noroeste          | Campeão do Estadual 2021                   |
| Espírito Santo      | Nova Venécia           | Campeão da Copa Espírito Santo de 2021     |
| Goiás               | Grêmio Anápolis        | Campeão do Estadual 2021                   |
| Goiás               | Vila Nova              | Vice-campeão do Estadual 2021              |
| Goiás               | Atlético Goianiense    | 3º colocado do Estadual 2021               |
| Maranhão            | Sampaio Corrêa         | Campeão do Estadual 2021                   |
| Maranhão            | Moto Club              | Vice-campeão do Estadual 2021              |
| Maranhão            | Tuntum                 | Campeão da Copa FMF de 2021                |
| Mato Grosso         | Cuiabá                 | Campeão do Estadual 2021                   |
| Mato Grosso         | Operário VG            | Vice-campeão do Estadual 2021              |
| Mato Grosso         | União Rondonópolis     | Campeão da Copa FMF de 2021                |
| Mato Grosso do Sul  | Costa Rica             | Campeão do Estadual 2021                   |
| Minas Gerais        | Tombense               | 3º colocado do Estadual 2021               |
| Minas Gerais        | Cruzeiro               | 4º colocado do Estadual 2021               |
| Minas Gerais        | Pouso Alegre           | Campeão do Troféu Inconfidência            |
| Minas Gerais        | URT                    | Vice-campeão do Troféu Inconfidência       |
| Pará                | Paysandu               | Campeão do Estadual 2021                   |
| Pará                | Tuna Luso              | Vice-campeão do Estadual 2021              |
| Pará                | Castanhal              | 4º colocado do Estadual 2021               |
| Paraíba             | Campinense             | Campeão do Estadual 2021                   |
| Paraíba             | Sousa                  | Vice-campeão do Estadual 2021              |
| Paraná              | Londrina               | Campeão do Estadual 2021                   |
| Paraná              | FC Cascavel            | Vice-campeão do Estadual 2021              |
| Paraná              | Operário-PR            | 3º colocado do Estadual 2021               |
| Paraná              | Azuriz                 | 5º colocado do Estadual 2021               |
| Pernambuco          | Náutico                | Campeão do Estadual 2021                   |
| Pernambuco          | Sport                  | Vice-campeão do Estadual 2021              |
| Pernambuco          | Salgueiro              | 3º colocado do Estadual 2021               |
| Piauí               | Altos                  | Campeão do Estadual 2021                   |
| Piauí               | Fluminense-PI          | Vice-campeão do Estadual 2021              |
| Rio de Janeiro      | Portuguesa-RJ          | 3º colocado do Estadual 2021               |
| Rio de Janeiro      | Volta Redonda          | 4º colocado do Estadual 2021               |
| Rio de Janeiro      | Vasco da Gama          | Campeão da Taça Rio 2021                   |
| Rio de Janeiro      | Nova Iguaçu            | 7º colocado do Estadual 2021               |
| Rio de Janeiro      | Maricá                 | Vice-campeão da Copa Rio de 2021           |
| Rio Grande do Norte | Globo                  | Campeão do Estadual 2021                   |
| Rio Grande do Norte | ABC                    | Vice-campeão do Estadual 2021              |
| Rio Grande do Sul   | Grêmio                 | Campeão do Estadual 2021                   |
| Rio Grande do Sul   | Internacional          | Vice-campeão do Estadual 2021              |
| Rio Grande do Sul   | Juventude              | 3º colocado do Estadual 2021               |
| Rio Grande do Sul   | Glória                 | Campeão da Copa FGF 2021                   |
| Rondônia            | Porto Velho            | Campeão do Estadual 2021                   |
| Roraima             | São Raimundo-RR        | Campeão do Estadual 2021                   |
| Santa Catarina      | Avaí                   | Campeão do Estadual 2021                   |
| Santa Catarina      | Chapecoense            | Vice-campeão do Estadual 2021              |
| Santa Catarina      | Figueirense            | Campeão da Copa Santa Catarina de 2021     |
| São Paulo           | São Paulo              | Campeão do Estadual 2021                   |
| São Paulo           | Mirassol               | 4º colocado do Estadual 2021               |
| São Paulo           | Ferroviária            | 6º colocado do Estadual 2021               |
| São Paulo           | Novorizontino          | Campeão do Troféu do Interior de 2021      |
| São Paulo           | Botafogo-SP            | Vice-campeão da Copa Paulista 2021         |
| Sergipe             | Sergipe                | Campeão do Estadual 2021                   |
| Sergipe             | Lagarto                | Vice-campeão do Estadual 2021              |
| Tocantins           | Tocantinópolis         | Campeão do Estadual 2021                   |

### Classificados diretamente à terceira fase
| Estado         | Clube                | Forma de classificação                                         |
| -------------- | -------------------- | -------------------------------------------------------------- |
| Bahia          | Bahia                | Campeão da Copa do Nordeste 2021                               |
| Ceará          | Fortaleza            | 4º colocado do Campeonato Brasileiro 2021                      |
| Minas Gerais   | América Mineiro      | 8º colocado do Campeonato Brasileiro 2021                      |
| Minas Gerais   | Atlético Mineiro     | Campeão do Campeonato Brasileiro 2021 e da Copa do Brasil 2021 |
| Pará           | Remo                 | Campeão da Copa Verde 2021                                     |
| Paraná         | Athletico Paranaense | Campeão da Copa Sul-Americana 2021                             |
| Rio de Janeiro | Botafogo             | Campeão da Série B 2021                                        |
| Rio de Janeiro | Flamengo             | Vice-campeão do Campeonato Brasileiro 2021                     |
| Rio de Janeiro | Fluminense           | 7º colocado do Campeonato Brasileiro 2021                      |
| São Paulo      | Corinthians          | 5º colocado do Campeonato Brasileiro 2021                      |
| São Paulo      | Palmeiras            | Campeão da Copa Libertadores 2021                              |
| São Paulo      | Red Bull Bragantino  | 6º colocado do Campeonato Brasileiro 2021                      |

### Ranking da CBF
Com a definição dos 70 representantes das federações estaduais e dos doze representantes classificados diretamente à terceira fase, mais dez clubes se classificam diretamente via Ranking de Clubes da CBF de 2022.
| Pos. | Clube             | Pontos |
| ---- | ----------------- | ------ |
| 6º   | Santos            | 12 816 |
| 23°  | Goiás             | 6 628  |
| 25°  | Vitória           | 5 913  |
| 26°  | Coritiba          | 5 858  |
| 29°  | Ponte Preta       | 5 200  |
| 33°  | Paraná            | 4 046  |
| 35°  | Guarani           | 3 865  |
| 36°  | Criciúma          | 3 858  |
| 37°  | Brasil de Pelotas | 3 835  |
| 43°  | Oeste             | 3 098  |

Notas
- O América Mineiro, conquistou uma das vagas à Libertadores 2022 via Campeonato Brasileiro de 2021, o que lhe garantiu participar diretamente à terceira fase, abrindo uma vaga em seu estado.
- O Athletico Paranaense, que já havia se classificado por ter sido 4º colocado do Campeonato Paranaense de 2021, conquistou também a Copa Sul-Americana de 2021, o que lhe garantiu participar diretamente à terceira fase, abrindo uma vaga em seu estado.
- O Atlético Mineiro, que já havia se classificado por ter sido campeão do Campeonato Mineiro de 2021, conquistou também o Campeonato Brasileiro de 2021 e a Copa do Brasil de 2021, garantindo uma das vagas à Copa Libertadores 2022, o que lhe deu o direito de participar diretamente à terceira fase, abrindo uma vaga em seu estado.
- O Bahia conquistou a Copa do Nordeste de 2021, o que lhe garantiu participar diretamente à terceira fase, abrindo uma vaga no ranking da CBF.
- O Botafogo conquistou a Série B de 2021, o que lhe garantiu participar diretamente à terceira fase, abrindo uma vaga em seu estado.
- O Corinthians, conquistou uma das vagas à Libertadores 2022 via Campeonato Brasileiro de 2021, o que lhe garantiu participar diretamente à terceira fase, abrindo uma vaga em seu estado.
- O Flamengo, conquistou uma das vagas à Libertadores 2022 via Campeonato Brasileiro de 2021, o que lhe garantiu participar diretamente à terceira fase, abrindo uma vaga em seu estado.
- O Fluminense, conquistou uma das vagas à Libertadores 2022 via Campeonato Brasileiro de 2021, o que lhe garantiu participar diretamente à terceira fase, abrindo uma vaga em seu estado.
- O Fortaleza, conquistou uma das vagas à Libertadores 2022 via Campeonato Brasileiro de 2021, o que lhe garantiu participar diretamente à terceira fase, abrindo uma vaga em seu estado.
- O Palmeiras, que já havia se classificado por ter sido vice-campeão do Campeonato Paulista de 2021, conquistou também a Copa Libertadores de 2021, o que lhe garantiu participar diretamente à terceira fase, abrindo uma vaga em seu estado.
- O Red Bull Bragantino, conquistou uma das vagas à Libertadores 2022 via Campeonato Brasileiro de 2021, o que lhe garantiu participar diretamente à terceira fase, abrindo uma vaga em seu estado.
- O Remo, que já havia se classificado por ter sido terceiro colocado do Campeonato Paraense de 2021, conquistou a Copa Verde de 2021, o que lhe garantiu participar diretamente à terceira fase, abrindo uma vaga em seu estado.

## Calendário
Um calendário preliminar foi divulgado pela CBF em 4 de novembro de 2021, e o definitivo, em 27 de dezembro de 2021. Compreende as seguintes datas:
| Fase             | Jogo único                                                                 | Jogo único                                                                 |
| ---------------- | -------------------------------------------------------------------------- | -------------------------------------------------------------------------- |
| Primeira fase    | Semana 1: 23 e 24 de fevereiro Semana 2: 2 e 3 de março                    | Semana 1: 23 e 24 de fevereiro Semana 2: 2 e 3 de março                    |
| Segunda fase     | Semana 1: 8 a 10 de março Semana 2: 15 a 17 de março Semana 3: 23 de março | Semana 1: 8 a 10 de março Semana 2: 15 a 17 de março Semana 3: 23 de março |
| Fase             | Ida                                                                        | Volta                                                                      |
| Terceira fase    | 20 de abril                                                                | 11 de maio                                                                 |
| Oitavas de final | 22 de junho                                                                | 13 de julho                                                                |
| Quartas de final | 27 de julho                                                                | 17 de agosto                                                               |
| Semifinais       | 24 de agosto                                                               | 14 de setembro                                                             |
| Finais           | 12 de outubro                                                              | 19 de outubro                                                              |

## Fases iniciais

### Sorteio
Os 80 clubes classificados para a competição foram divididos em oito potes (A a H) com dez clubes cada, de acordo com Ranking da CBF. A partir daí, os cruzamentos entre os potes foram os seguintes: A x E; B x F; C x G e D x H. A primeira fase foi realizada em partida única, com a equipe pior colocada no ranking jogando em casa e a melhor tendo a vantagem do empate. O sorteio ocorreu em 17 de janeiro, às 13h, na sede da CBF.

#### Potes do sorteio
Entre parênteses, a classificação do clube no Ranking da CBF
| Primeira Fase | Primeira Fase | Primeira Fase | Primeira Fase |
| Pote A | Pote B | Pote C | Pote D |
| --- | --- | --- | --- |
| - Grêmio (4) - Santos (6) - São Paulo (7) - Internacional (8) - Ceará (13) - Cruzeiro (14) - Chapecoense (16) - Atlético Goianiense (17) - Vasco da Gama (19) - Sport (21)       | - Cuiabá (22) - Goiás (23) - Juventude (24) - Vitória (25) - Coritiba (26) - Avaí (27) - CRB (28) - Ponte Preta (29) - CSA (30) - Vila Nova (31)                                             | - Sampaio Corrêa (32) - Paraná (33) - Operário-PR (34) - Guarani (35) - Criciúma (36) - Brasil de Pelotas (37) - Náutico (38) - Londrina (39) - Paysandu (40) - Figueirense (41) | - Oeste (43) - ABC (47) - Botafogo-SP (48) - Tombense (49) - Ferroviário (52) - Volta Redonda (53) - Manaus (55) - Juazeirense (59) - Brasiliense (63) - Novorizontino (64) |
| Pote E | Pote F | Pote G | Pote H |
| - Altos (66) - Mirassol (70) - Campinense (72) - Moto Club (74) - São Raimundo-RR (78) - Ferroviária (79) - Salgueiro (81) - Globo (82) - União Rondonópolis (83) - Sergipe (90) | - ASA (91) - FC Cascavel (92) - Bahia de Feira (93) - Atlético de Alagoinhas (97) - Rio Branco-AC (98) - URT (118) - Portuguesa-RJ (122) - Castanhal (123) - Porto Velho (131) - Sousa (143) | - Tocantinópolis (146) - Operário VG (151) - Ceilândia (169) - Real Noroeste (170) - Nova Iguaçu (197) - Lagarto (214) - Trem (228) - Maricá (—) - Glória (—) - Pouso Alegre (—) | - Azuriz (—) - Icasa (—) - Grêmio Anápolis (—) - Tuna Luso (—) - Tuntum (—) - São Raimundo-AM (—) - Fluminense-PI (—) - Humaitá (—) - Nova Venécia (—) - Costa Rica (—)     |

## Primeira fase
A primeira fase foi disputada por 80 equipes, em partida única. As equipes mais bem sucedidas no ranking da CBF foram as visitantes e tiveram a vantagem do empate. Os confrontos dessa fase foram definidos através do sorteio.
Em itálico, as equipes que possuem o mando de campo no confronto e em negrito as equipes classificadas.
| Equipe 1               | Resultado | Equipe 2            |
| ---------------------- | --------- | ------------------- |
| Moto Club              | 3–2       | Chapecoense         |
| Icasa                  | 0–0       | Tombense            |
| Bahia de Feira         | 2–5       | Coritiba            |
| Pouso Alegre           | 2–0       | Paraná              |
| Mirassol               | 3–2       | Grêmio              |
| Azuriz                 | 1–0       | Botafogo-SP         |
| URT                    | 1–1       | Avaí                |
| Ceilândia              | 2–0       | Londrina            |
| União Rondonópolis     | 0−3       | Atlético Goianiense |
| Nova Venécia           | 2−1       | Ferroviário         |
| Porto Velho            | 1–2       | Juventude           |
| Real Noroeste          | 2–1       | Operário-PR         |
| Ferroviária            | 0–1       | Vasco da Gama       |
| Grêmio Anápolis        | 0−0       | Juazeirense         |
| Atlético de Alagoinhas | 1–1       | CSA                 |
| Trem                   | 0–3       | Paysandu            |
| São Raimundo-RR        | 0–3       | Ceará               |
| Tuna Luso              | 1–0       | Novorizontino       |
| ASA                    | 0–2       | Cuiabá              |
| Lagarto                | 0–0       | Figueirense         |
| Altos                  | 1–0       | Sport               |
| Costa Rica             | 0−3       | ABC                 |
| Sousa                  | 1–1       | Goiás               |
| Nova Iguaçu            | 0–0       | Criciúma            |
| Globo                  | 2–0       | Internacional       |
| Humaitá                | 2−2       | Brasiliense         |
| Rio Branco-AC          | 0−0       | Vila Nova           |
| Maricá                 | 0–1       | Guarani             |
| Sergipe                | 0–5       | Cruzeiro            |
| Tuntum                 | 4–2       | Volta Redonda       |
| Portuguesa-RJ          | 1–0       | CRB                 |
| Operário VG            | 1–2       | Sampaio Corrêa      |
| Campinense             | 0−0       | São Paulo           |
| São Raimundo-AM        | 0–1       | Manaus              |
| FC Cascavel            | 1–0       | Ponte Preta         |
| Tocantinópolis         | 1–0       | Náutico             |
| Salgueiro              | 0–3       | Santos              |
| Fluminense-PI          | 2–0       | Oeste               |
| Castanhal              | 1–1       | Vitória             |
| Glória                 | 1–0       | Brasil de Pelotas   |

## Segunda fase
A segunda fase foi disputada pelas 40 equipes vencedoras da fase anterior, em partida única. Em caso de empate a vaga será decidida na disputa por pênaltis. Os confrontos desta fase seguirão os chaveamentos predeterminados na fase anterior.
Em itálico, as equipes que possuem o mando de campo no confronto e em negrito as equipes classificadas.
| Equipe 1            | Resultado   | Equipe 2       |
| ------------------- | ----------- | -------------- |
| Moto Club           | 1–1 (2−4 p) | Tombense       |
| Pouso Alegre        | 1–1 (2−3 p) | Coritiba       |
| Azuriz              | 1–0         | Mirassol       |
| Avaí                | 1–2         | Ceilândia      |
| Atlético Goianiense | 2−1         | Nova Venécia   |
| Real Noroeste       | 0–1         | Juventude      |
| Juazeirense         | 1–1 (4−2 p) | Vasco da Gama  |
| CSA                 | 4–1         | Paysandu       |
| Ceará               | 2–0         | Tuna Luso      |
| Figueirense         | 2−2 (2−4 p) | Cuiabá         |
| ABC                 | 1–1 (2−4 p) | Altos          |
| Goiás               | 1–0         | Criciúma       |
| Globo               | 1–1 (1−4 p) | Brasiliense    |
| Guarani             | 2–2 (4−5 p) | Vila Nova      |
| Tuntum              | 0–3         | Cruzeiro       |
| Portuguesa-RJ       | 2−0         | Sampaio Corrêa |
| São Paulo           | 2–0         | Manaus         |
| Tocantinópolis      | 2–0         | FC Cascavel    |
| Fluminense-PI       | 1−1 (4−5 p) | Santos         |
| Vitória             | 2−0         | Glória         |

## Terceira fase
Foi disputada pelas 20 equipes vencedoras da fase anterior mais os 12 clubes que entram diretamente nessa fase. Em caso de empate a vaga foi decidida na disputa por pênaltis. Os 32 clubes classificados foram divididos em dois blocos de acordo com a posição do Ranking da CBF e definidos em sorteio público.
| Pote 1 | Pote 2 |
| --- | --- |
| Flamengo (1) Palmeiras (2) Atlético Mineiro (3) Athletico Paranaense (5) Santos (6) São Paulo (7) Fluminense (9) Corinthians (10) Fortaleza (11) Bahia (12) Ceará (13) Cruzeiro (14) América Mineiro (15) Atlético Goianiense (17) Botafogo (18) Red Bull Bragantino (20) | Cuiabá (22) Goiás (23) Juventude (24) Vitória (25) Coritiba (26) CSA (30) Vila Nova (31) Remo (42) Tombense (49) Juazeirense (59) Brasiliense (63) Altos (66) Portuguesa-RJ (122) Tocantinópolis (146) Ceilândia (169) Azuriz (—) |

Em itálico, as equipes que possuem o mando de campo no primeiro jogo e em negrito as equipes classificadas.
| Equipe 1            | Total       | Equipe 2             | 1.º jogo | 2.º jogo |
| ------------------- | ----------- | -------------------- | -------- | -------- |
| Goiás               | 2–2 (9−8 p) | Red Bull Bragantino  | 1–2      | 1–0      |
| Atlético Goianiense | 1–1 (5−3 p) | Cuiabá               | 1–1      | 0–0      |
| Tombense            | 0–4         | Ceará                | 0–2      | 0–2      |
| Fluminense          | 5–2         | Vila Nova            | 3–2      | 2–0      |
| Bahia               | 1–1 (4−3 p) | Azuriz               | 0–0      | 1–1      |
| Juventude           | 2–4         | São Paulo            | 2–2      | 0–2      |
| Portuguesa-RJ       | 1–3         | Corinthians          | 1–1      | 0–2      |
| Ceilândia           | 0–6         | Botafogo             | 0–3      | 0–3      |
| Atlético Mineiro    | 4–0         | Brasiliense          | 3–0      | 1–0      |
| Fortaleza           | 4–0         | Vitória              | 3–0      | 1–0      |
| Tocantinópolis      | 2–9         | Athletico Paranaense | 2–5      | 0–4      |
| Palmeiras           | 4–2         | Juazeirense          | 2–1      | 2–1      |
| CSA                 | 0–5         | América Mineiro      | 0–3      | 0–2      |
| Remo                | 2–2 (4−5 p) | Cruzeiro             | 2–1      | 0–1      |
| Altos               | 1–4         | Flamengo             | 1–2      | 0–2      |
| Coritiba            | 1–3         | Santos               | 1–0      | 0–3      |

## Fase final

### Oitavas de final
As oitavas de final foram disputadas pelas 16 equipes pré-classificadas com os confrontos definidos em sorteio. Jogaram partidas eliminatórias de ida e volta. Em caso de empate no placar agregado, a vaga foi definida na disputa por pênaltis.

#### Sorteio
O sorteio das oitavas de final foi realizado em 7 de junho de 2022, após o término da terceira fase, na sede da CBF, no Rio de Janeiro.
Nesta fase, todas as 16 (dezesseis) equipes classificadas para as oitavas de final foram colocadas em pote único, sem restrição de cruzamentos.
| Pote único |
| --- |
| Flamengo (1) Palmeiras (2) Atlético Mineiro (3) Athletico Paranaense (5) Santos (6) São Paulo (7) Fluminense (9) Corinthians (10) Fortaleza (11) Bahia (12) Ceará (13) Cruzeiro (14) América Mineiro (15) Atlético Goianiense (17) Botafogo (18) Goiás (23) |

#### Confrontos
Em itálico, as equipes que possuíam o mando de campo no primeiro jogo confronto e em negrito as equipes classificadas.
| Equipe 1            | Total       | Equipe 2             | 1.º jogo | 2.º jogo |
| ------------------- | ----------- | -------------------- | -------- | -------- |
| Corinthians         | 4–1         | Santos               | 4–0      | 0–1      |
| São Paulo           | 2–2 (4−3 p) | Palmeiras            | 1–0      | 1–2      |
| Bahia               | 2–4         | Athletico Paranaense | 1–2      | 1–2      |
| Atlético Goianiense | 3–0         | Goiás                | 0–0      | 3–0      |
| Fortaleza           | 2–1         | Ceará                | 2–0      | 0–1      |
| Fluminense          | 5–1         | Cruzeiro             | 2–1      | 3–0      |
| América Mineiro     | 5–0         | Botafogo             | 3–0      | 2–0      |
| Atlético Mineiro    | 2–3         | Flamengo             | 2–1      | 0–2      |

### Quartas de final

#### Sorteio
O sorteio das quartas de final foi realizado após o término das oitavas de final, na sede da CBF, no Rio de Janeiro, em 19 de julho de 2022.
Nesta fase, assim como na fase anterior, não houve separação de potes. Todas as 8 (oito) equipes vencedoras das oitavas de final foram colocadas em pote único, sem restrição de cruzamentos.
| Pote único |
| --- |
| Flamengo (1) Athletico Paranaense (5) São Paulo (7) Fluminense (9) Corinthians (10) Fortaleza (11) América Mineiro (15) Atlético Goianiense (17) |

#### Confrontos
Em itálico, as equipes que possuíam o mando de campo no primeiro jogo confronto e em negrito as equipes classificadas.
| Equipe 1            | Total | Equipe 2             | 1.º jogo | 2.º jogo |
| ------------------- | ----- | -------------------- | -------- | -------- |
| Atlético Goianiense | 3–4   | Corinthians          | 2–0      | 1–4      |
| Flamengo            | 1–0   | Athletico Paranaense | 0–0      | 1–0      |
| São Paulo           | 3–2   | América Mineiro      | 1–0      | 2–2      |
| Fortaleza           | 2–3   | Fluminense           | 0–1      | 2–2      |

### Semifinais

#### Sorteio
A CBF realizou, em 19 de agosto, na sua sede, um sorteio "casado". Assim, foram 10 bolas (numeradas de 1 a 10) e se o resultado fosse par, Corinthians e Flamengo realizariam os jogos de volta, em casa e, caso contrário, Fluminense e São Paulo fariam os jogos de volta em casa. A bola sorteada foi a de número "4". Desta forma, Corinthians e Flamengo decidem a vaga na final, em casa. As partidas de ida aconteceram em 24 de agosto e as de volta, em 14 de setembro.

#### Confrontos
Em itálico, as equipes que possuem o mando de campo no primeiro jogo confronto e em negrito as equipes classificadas.
| Equipe 1   | Total | Equipe 2    | 1.º jogo | 2.º jogo |
| ---------- | ----- | ----------- | -------- | -------- |
| Fluminense | 2–5   | Corinthians | 2–2      | 0–3      |
| São Paulo  | 1–4   | Flamengo    | 1–3      | 0–1      |

### Final

#### Sorteio
O sorteio de mandos de campos aconteceu em 20 de setembro, terça-feira, às 11 horas, na sede da CBF, no Rio de Janeiro. A primeira partida foi em São Paulo, em 13 de outubro. Já a partida de volta, no Rio de Janeiro, em 19 de outubro.

#### Confrontos
Primeiro jogo
| 13 de outubro | Corinthians | 0 – 0 | Flamengo | Neo Química Arena, São Paulo                         |
| 21:45         |             |       |          | Público: 46 486 Árbitro: SC Bráulio da Silva Machado |

Segundo jogo
| 19 de outubro | Flamengo | 1 – 1 | Corinthians  | Estádio do Maracanã, Rio de Janeiro                |
| 21:45         | Pedro 7' |       | Giuliano 82' | Público: 61 566 Árbitro: GO Wilton Pereira Sampaio |

|                                                                                      |       | Penalidades                                                                  |  |
| Filipe Luís David Luiz Léo Pereira Everton Ribeiro Gabigol Everton Cebolinha Rodinei | 6 – 5 | Fábio Santos Giuliano Renato Augusto Fagner Yuri Alberto Maycon Mateus Vital |  |

### Tabela até a final
Em itálico, as equipes que possuem o mando de campo no primeiro jogo do confronto e em negrito as equipes classificadas.
|  | Quartas de final           | Quartas de final           | Quartas de final           | Quartas de final           |       |            | Semifinais                    | Semifinais                    | Semifinais                    | Semifinais                    |  |             | Final              | Final              | Final              | Final              |  |  |
|  | 27 de julho a 18 de agosto | 27 de julho a 18 de agosto | 27 de julho a 18 de agosto | 27 de julho a 18 de agosto |       |            | 24 de agosto a 15 de setembro | 24 de agosto a 15 de setembro | 24 de agosto a 15 de setembro | 24 de agosto a 15 de setembro |  |             | 12 e 19 de outubro | 12 e 19 de outubro | 12 e 19 de outubro | 12 e 19 de outubro |  |  |
|  |                            |                            |                            |                            |       |            |                               |                               |                               |                               |  |             |                    |                    |                    |                    |  |  |
|  | Fortaleza                  | 0                          | 2                          | 2                          |       |            |                               |                               |                               |                               |  |             |                    |                    |                    |                    |  |  |
|  | Fluminense                 | 1                          | 2                          | 3                          |       |            |                               |                               |                               |                               |  |             |                    |                    |                    |                    |  |  |
|  | Fluminense                 | 1                          | 2                          | 3                          |       | Fluminense | 2                             | 0                             | 2                             |                               |  |             |                    |                    |                    |                    |  |  |
|  |                            |                            |                            |                            |       | Fluminense | 2                             | 0                             | 2                             |                               |  |             |                    |                    |                    |                    |  |  |
|  |                            | Corinthians                | 2                          | 3                          | 5     |            |                               |                               |                               |                               |  |             |                    |                    |                    |                    |  |  |
|  | Atlético Goianiense        | Corinthians                | 2                          | 3                          | 5     | 2          | 1                             | 3                             |                               |                               |  |             |                    |                    |                    |                    |  |  |
|  | Atlético Goianiense        |                            |                            |                            |       | 2          | 1                             | 3                             |                               |                               |  |             |                    |                    |                    |                    |  |  |
|  | Corinthians                | 0                          | 4                          | 4                          |       |            |                               |                               |                               |                               |  |             |                    |                    |                    |                    |  |  |
|  | Corinthians                | 0                          | 4                          | 4                          |       |            |                               |                               |                               |                               |  | Corinthians | 0                  | 1                  | 1 (5)              |                    |  |  |
|  |                            |                            |                            |                            |       |            |                               |                               |                               |                               |  | Corinthians | 0                  | 1                  | 1 (5)              |                    |  |  |
|  |                            | Flamengo (pen)             | 0                          | 1                          | 1 (6) |            |                               |                               |                               |                               |  |             |                    |                    |                    |                    |  |  |
|  | São Paulo                  | Flamengo (pen)             | 0                          | 1                          | 1 (6) | 1          | 2                             | 3                             |                               |                               |  |             |                    |                    |                    |                    |  |  |
|  | São Paulo                  |                            |                            |                            |       | 1          | 2                             | 3                             |                               |                               |  |             |                    |                    |                    |                    |  |  |
|  | América Mineiro            | 0                          | 2                          | 2                          |       |            |                               |                               |                               |                               |  |             |                    |                    |                    |                    |  |  |
|  | América Mineiro            | 0                          | 2                          | 2                          |       | São Paulo  | 1                             | 0                             | 1                             |                               |  |             |                    |                    |                    |                    |  |  |
|  |                            |                            |                            |                            |       | São Paulo  | 1                             | 0                             | 1                             |                               |  |             |                    |                    |                    |                    |  |  |
|  |                            | Flamengo                   | 3                          | 1                          | 4     |            |                               |                               |                               |                               |  |             |                    |                    |                    |                    |  |  |
|  | Flamengo                   | Flamengo                   | 3                          | 1                          | 4     | 0          | 1                             | 1                             |                               |                               |  |             |                    |                    |                    |                    |  |  |
|  | Flamengo                   |                            |                            |                            |       | 0          | 1                             | 1                             |                               |                               |  |             |                    |                    |                    |                    |  |  |
|  | Athletico Paranaense       | 0                          | 0                          | 0                          |       |            |                               |                               |                               |                               |  |             |                    |                    |                    |                    |  |  |

## Premiação
| Copa do Brasil de 2022       |
| Rio de Janeiro               |
| ---------------------------- |
| FLAMENGO Campeão (4º título) |

## Estatísticas

### Artilharia
| Gols | Jogador     | Equipe      |
| ---- | ----------- | ----------- |
| 5    | Germán Cano | Fluminense  |
| 5    | Giuliano    | Corinthians |
| 4    | Edu         | Cruzeiro    |
| 4    | Luciano     | São Paulo   |
| 4    | Vinícius    | Ceará       |

### Hat-tricks
| Jogador       | Clube            | Adversário          | Placar  | Data         | Ref.   |
| ------------- | ---------------- | ------------------- | ------- | ------------ | ------ |
| Eduardo Sasha | Atlético Mineiro | Brasiliense         | 3–0 (C) | 20 de abril  | [ 14 ] |
| Yuri Alberto  | Corinthians      | Atlético Goianiense | 4–1 (C) | 17 de agosto | [ 15 ] |

### Público
Maiores públicos
Estes são os dez maiores públicos do campeonato:
| Nº | Público | Mandante   | Placar | Visitante            | Estádio        | Data           | Rodada    | Ref.          |
| -- | ------- | ---------- | ------ | -------------------- | -------------- | -------------- | --------- | ------------- |
| 1  | 62 624  | Flamengo   | 2–0    | Atlético Mineiro     | Maracanã       | 13 de julho    | Oitavas   | [ 16 ]        |
| 2  | 61 566  | Flamengo   | 1–1    | Corinthians          | Maracanã       | 19 de outubro  | Final     | [ 17 ] [ 18 ] |
| 3  | 59 564  | Flamengo   | 0–0    | Athletico Paranaense | Maracanã       | 27 de julho    | Quartas   | [ 19 ]        |
| 4  | 58 417  | Flamengo   | 1–0    | São Paulo            | Maracanã       | 14 de setembro | Semifinal | [ 20 ]        |
| 5  | 57 045  | Fluminense | 2–2    | Fortaleza            | Maracanã       | 17 de agosto   | Quartas   | [ 21 ]        |
| 6  | 54 366  | Fluminense | 2–2    | Corinthians          | Maracanã       | 24 de agosto   | Semifinal | [ 22 ]        |
| 7  | 52 799  | Cruzeiro   | 0–3    | Fluminense           | Mineirão       | 12 de julho    | Oitavas   | [ 23 ]        |
| 8  | 51 365  | São Paulo  | 1–3    | Flamengo             | Morumbi        | 24 de agosto   | Semifinal | [ 24 ]        |
| 9  | 51 297  | São Paulo  | 1–0    | América Mineiro      | Morumbi        | 28 de julho    | Quartas   | [ 25 ]        |
| 10 | 48 474  | Ceará      | 1–0    | Fortaleza            | Arena Castelão | 13 de julho    | Oitavas   | [ 26 ]        |

## Classificação geral
Oficialmente, a CBF não reconhece uma classificação geral na Copa do Brasil. A tabela a seguir classifica as equipes de acordo com a fase alcançada e considerando os critérios de desempate.
| Classificação final                                                | Classificação final  | Classificação final | Classificação final | Classificação final | Classificação final | Classificação final | Classificação final | Classificação final | Classificação final | Classificação final | Classificação final |
| Pos.                                                               | Equipes              | P                   | J                   | V                   | E                   | D                   | GP                  | GC                  | SG                  |                     |                     |
| ------------------------------------------------------------------ | -------------------- | ------------------- | ------------------- | ------------------- | ------------------- | ------------------- | ------------------- | ------------------- | ------------------- | ------------------- | ------------------- |
| Campeão e classificado para a Copa Libertadores da América de 2023 |                      |                     |                     |                     |                     |                     |                     |                     |                     |                     |                     |
| 1                                                                  | Flamengo             | 21                  | 10                  | 6                   | 3                   | 1                   | 13                  | 5                   | +8                  |                     |                     |
| Vice-campeão                                                       |                      |                     |                     |                     |                     |                     |                     |                     |                     |                     |                     |
| 2                                                                  | Corinthians          | 16                  | 10                  | 4                   | 4                   | 2                   | 17                  | 8                   | +9                  |                     |                     |
| Eliminados nas semifinais                                          |                      |                     |                     |                     |                     |                     |                     |                     |                     |                     |                     |
| 3                                                                  | Fluminense           | 17                  | 8                   | 5                   | 2                   | 1                   | 15                  | 10                  | +5                  |                     |                     |
| 4                                                                  | São Paulo            | 15                  | 10                  | 4                   | 3                   | 3                   | 12                  | 10                  | +2                  |                     |                     |
| Eliminados nas quartas de final                                    |                      |                     |                     |                     |                     |                     |                     |                     |                     |                     |                     |
| 5                                                                  | Atlético Goianiense  | 15                  | 8                   | 4                   | 3                   | 1                   | 12                  | 6                   | +6                  |                     |                     |
| 6                                                                  | América Mineiro      | 13                  | 6                   | 4                   | 1                   | 1                   | 12                  | 3                   | +9                  |                     |                     |
| 7                                                                  | Athletico Paranaense | 13                  | 6                   | 4                   | 1                   | 1                   | 13                  | 5                   | +8                  |                     |                     |
| 8                                                                  | Fortaleza            | 10                  | 6                   | 3                   | 1                   | 2                   | 8                   | 4                   | +4                  |                     |                     |
| Eliminados nas oitavas de final                                    |                      |                     |                     |                     |                     |                     |                     |                     |                     |                     |                     |
| 9                                                                  | Ceará                | 15                  | 6                   | 5                   | 0                   | 1                   | 10                  | 2                   | +8                  |                     |                     |
| 10                                                                 | Santos               | 10                  | 6                   | 3                   | 1                   | 2                   | 8                   | 6                   | +2                  |                     |                     |
| 11                                                                 | Cruzeiro             | 9                   | 6                   | 3                   | 0                   | 3                   | 11                  | 7                   | +4                  |                     |                     |
| 12                                                                 | Atlético Mineiro     | 9                   | 4                   | 3                   | 0                   | 1                   | 6                   | 3                   | +3                  |                     |                     |
| 13                                                                 | Palmeiras            | 9                   | 4                   | 3                   | 0                   | 1                   | 6                   | 4                   | +2                  |                     |                     |
| 14                                                                 | Goiás                | 8                   | 6                   | 2                   | 2                   | 2                   | 4                   | 6                   | –2                  |                     |                     |
| 15                                                                 | Botafogo             | 6                   | 4                   | 2                   | 0                   | 2                   | 6                   | 5                   | +1                  |                     |                     |
| 16                                                                 | Bahia                | 2                   | 4                   | 0                   | 2                   | 2                   | 3                   | 5                   | –2                  |                     |                     |
| Eliminados na terceira fase                                        |                      |                     |                     |                     |                     |                     |                     |                     |                     |                     |                     |
| 17                                                                 | Azuriz               | 8                   | 4                   | 2                   | 2                   | 0                   | 3                   | 1                   | +1                  |                     |                     |
| 18                                                                 | Coritiba             | 7                   | 4                   | 2                   | 1                   | 1                   | 7                   | 6                   | +1                  |                     |                     |
| 19                                                                 | Portuguesa-RJ        | 7                   | 4                   | 2                   | 1                   | 1                   | 4                   | 3                   | +1                  |                     |                     |
| 20                                                                 | Juventude            | 7                   | 4                   | 2                   | 1                   | 1                   | 5                   | 5                   | 0                   |                     |                     |
| 21                                                                 | Ceilândia            | 6                   | 4                   | 2                   | 0                   | 2                   | 4                   | 7                   | –3                  |                     |                     |
| 22                                                                 | Tocantinópolis       | 6                   | 4                   | 2                   | 0                   | 2                   | 5                   | 9                   | –4                  |                     |                     |
| 23                                                                 | Cuiabá               | 6                   | 4                   | 1                   | 3                   | 0                   | 5                   | 3                   | +2                  |                     |                     |
| 24                                                                 | CSA                  | 4                   | 4                   | 1                   | 1                   | 2                   | 5                   | 7                   | –2                  |                     |                     |
| 25                                                                 | Altos                | 4                   | 4                   | 1                   | 1                   | 2                   | 3                   | 5                   | –2                  |                     |                     |
| 25                                                                 | Vitória              | 4                   | 4                   | 1                   | 1                   | 2                   | 3                   | 5                   | –2                  |                     |                     |
| 27                                                                 | Red Bull Bragantino  | 3                   | 2                   | 1                   | 0                   | 1                   | 2                   | 2                   | 0                   |                     |                     |
| 27                                                                 | Remo                 | 3                   | 2                   | 1                   | 0                   | 1                   | 2                   | 2                   | 0                   |                     |                     |
| 29                                                                 | Juazeirense          | 2                   | 4                   | 0                   | 2                   | 2                   | 3                   | 5                   | –2                  |                     |                     |
| 30                                                                 | Vila Nova            | 2                   | 4                   | 0                   | 2                   | 2                   | 4                   | 7                   | –3                  |                     |                     |
| 31                                                                 | Brasiliense          | 2                   | 4                   | 0                   | 2                   | 2                   | 3                   | 7                   | –4                  |                     |                     |
| 32                                                                 | Tombense             | 2                   | 4                   | 0                   | 2                   | 2                   | 1                   | 5                   | –4                  |                     |                     |
| Eliminados na segunda fase                                         |                      |                     |                     |                     |                     |                     |                     |                     |                     |                     |                     |
| 33                                                                 | ABC                  | 4                   | 2                   | 1                   | 1                   | 0                   | 4                   | 1                   | +3                  |                     |                     |
| 34                                                                 | Fluminense-PI        | 4                   | 2                   | 1                   | 1                   | 0                   | 3                   | 1                   | +2                  |                     |                     |
| 34                                                                 | Globo                | 4                   | 2                   | 1                   | 1                   | 0                   | 3                   | 1                   | +2                  |                     |                     |
| 34                                                                 | Pouso Alegre         | 4                   | 2                   | 1                   | 1                   | 0                   | 3                   | 1                   | +2                  |                     |                     |
| 37                                                                 | Moto Club            | 4                   | 2                   | 1                   | 1                   | 0                   | 4                   | 3                   | +1                  |                     |                     |
| 38                                                                 | Guarani              | 4                   | 2                   | 1                   | 1                   | 0                   | 3                   | 2                   | +1                  |                     |                     |
| 39                                                                 | Vasco da Gama        | 4                   | 2                   | 1                   | 1                   | 0                   | 2                   | 1                   | +1                  |                     |                     |
| 40                                                                 | Paysandu             | 3                   | 2                   | 1                   | 0                   | 1                   | 4                   | 4                   | 0                   |                     |                     |
| 41                                                                 | Mirassol             | 3                   | 2                   | 1                   | 0                   | 1                   | 3                   | 3                   | 0                   |                     |                     |
| 41                                                                 | Nova Venécia         | 3                   | 2                   | 1                   | 0                   | 1                   | 3                   | 3                   | 0                   |                     |                     |
| 43                                                                 | Real Noroeste        | 3                   | 2                   | 1                   | 0                   | 1                   | 2                   | 2                   | 0                   |                     |                     |
| 44                                                                 | Tuntum               | 3                   | 2                   | 1                   | 0                   | 1                   | 4                   | 5                   | –1                  |                     |                     |
| 45                                                                 | Sampaio Corrêa       | 3                   | 2                   | 1                   | 0                   | 1                   | 2                   | 3                   | –1                  |                     |                     |
| 46                                                                 | FC Cascavel          | 3                   | 2                   | 1                   | 0                   | 1                   | 1                   | 2                   | –1                  |                     |                     |
| 46                                                                 | Glória               | 3                   | 2                   | 1                   | 0                   | 1                   | 1                   | 2                   | –1                  |                     |                     |
| 46                                                                 | Manaus               | 3                   | 2                   | 1                   | 0                   | 1                   | 1                   | 2                   | –1                  |                     |                     |
| 46                                                                 | Tuna Luso            | 3                   | 2                   | 1                   | 0                   | 1                   | 1                   | 2                   | –1                  |                     |                     |
| 50                                                                 | Figueirense          | 2                   | 2                   | 0                   | 2                   | 0                   | 2                   | 2                   | 0                   |                     |                     |
| 51                                                                 | Avaí                 | 1                   | 2                   | 0                   | 1                   | 1                   | 2                   | 3                   | –1                  |                     |                     |
| 52                                                                 | Criciúma             | 1                   | 2                   | 0                   | 1                   | 1                   | 0                   | 1                   | –1                  |                     |                     |

| 53 | Humaitá                | 1 | 1 | 0 | 1 | 0 | 2 | 2 | 0  |
| 54 | Atlético de Alagoinhas | 1 | 1 | 0 | 1 | 0 | 1 | 1 | 0  |
| 54 | Castanhal              | 1 | 1 | 0 | 1 | 0 | 1 | 1 | 0  |
| 54 | Sousa                  | 1 | 1 | 0 | 1 | 0 | 1 | 1 | 0  |
| 54 | URT                    | 1 | 1 | 0 | 1 | 0 | 1 | 1 | 0  |
| 58 | Campinense             | 1 | 1 | 0 | 1 | 0 | 0 | 0 | 0  |
| 58 | Grêmio Anápolis        | 1 | 1 | 0 | 1 | 0 | 0 | 0 | 0  |
| 58 | Icasa                  | 1 | 1 | 0 | 1 | 0 | 0 | 0 | 0  |
| 58 | Lagarto                | 1 | 1 | 0 | 1 | 0 | 0 | 0 | 0  |
| 58 | Nova Iguaçu            | 1 | 1 | 0 | 1 | 0 | 0 | 0 | 0  |
| 58 | Rio Branco-AC          | 1 | 1 | 0 | 1 | 0 | 0 | 0 | 0  |
| 64 | Chapecoense            | 0 | 1 | 0 | 0 | 1 | 2 | 3 | –1 |
| 64 | Grêmio                 | 0 | 1 | 0 | 0 | 1 | 2 | 3 | –1 |
| 66 | Operário VG            | 0 | 1 | 0 | 0 | 1 | 1 | 2 | –1 |
| 66 | Ferroviário            | 0 | 1 | 0 | 0 | 1 | 1 | 2 | –1 |
| 66 | Operário-PR            | 0 | 1 | 0 | 0 | 1 | 1 | 2 | –1 |
| 66 | Porto Velho            | 0 | 1 | 0 | 0 | 1 | 1 | 2 | –1 |
| 70 | Botafogo-SP            | 0 | 1 | 0 | 0 | 1 | 0 | 1 | –1 |
| 70 | Brasil de Pelotas      | 0 | 1 | 0 | 0 | 1 | 0 | 1 | –1 |
| 70 | Ferroviária            | 0 | 1 | 0 | 0 | 1 | 0 | 1 | –1 |
| 70 | Maricá                 | 0 | 1 | 0 | 0 | 1 | 0 | 1 | –1 |
| 70 | Náutico                | 0 | 1 | 0 | 0 | 1 | 0 | 1 | –1 |
| 70 | Novorizontino          | 0 | 1 | 0 | 0 | 1 | 0 | 1 | –1 |
| 70 | Ponte Preta            | 0 | 1 | 0 | 0 | 1 | 0 | 1 | –1 |
| 70 | CRB                    | 0 | 1 | 0 | 0 | 1 | 0 | 1 | –1 |
| 70 | São Raimundo-AM        | 0 | 1 | 0 | 0 | 1 | 0 | 1 | –1 |
| 70 | Sport                  | 0 | 1 | 0 | 0 | 1 | 0 | 1 | –1 |
| 80 | Volta Redonda          | 0 | 1 | 0 | 0 | 1 | 2 | 4 | –2 |
| 81 | ASA                    | 0 | 1 | 0 | 0 | 1 | 0 | 2 | –2 |
| 81 | Internacional          | 0 | 1 | 0 | 0 | 1 | 0 | 2 | –2 |
| 81 | Londrina               | 0 | 1 | 0 | 0 | 1 | 0 | 2 | –2 |
| 81 | Paraná                 | 0 | 1 | 0 | 0 | 1 | 0 | 2 | –2 |
| 81 | Oeste                  | 0 | 1 | 0 | 0 | 1 | 0 | 2 | –2 |
| 86 | Bahia de Feira         | 0 | 1 | 0 | 0 | 1 | 2 | 5 | –3 |
| 87 | Costa Rica             | 0 | 1 | 0 | 0 | 1 | 0 | 3 | –3 |
| 87 | Salgueiro              | 0 | 1 | 0 | 0 | 1 | 0 | 3 | –3 |
| 87 | São Raimundo-RR        | 0 | 1 | 0 | 0 | 1 | 0 | 3 | –3 |
| 87 | Trem                   | 0 | 1 | 0 | 0 | 1 | 0 | 3 | –3 |
| 87 | União Rondonópolis     | 0 | 1 | 0 | 0 | 1 | 0 | 3 | –3 |
| 92 | Sergipe                | 0 | 1 | 0 | 0 | 1 | 0 | 5 | –5 |

|  |                                 |
|  | Campeão                         |
|  | Vice-campeão                    |
|  | Eliminados nas semifinais       |
|  | Eliminados nas quartas de final |
|  | Eliminados nas oitavas de final |
|  | Eliminados na terceira fase     |
|  | Eliminados na segunda fase      |
|  | Eliminados na primeira fase     |